# 水榕属
水榕属（学名：Anubias）是天南星科下的一个属，大多為水生植物，或半水生植物，原產於熱帶非洲中部和西部，主要生長在河流或溪流中，但有些品種也可以在沼澤中發現。